# Visnù

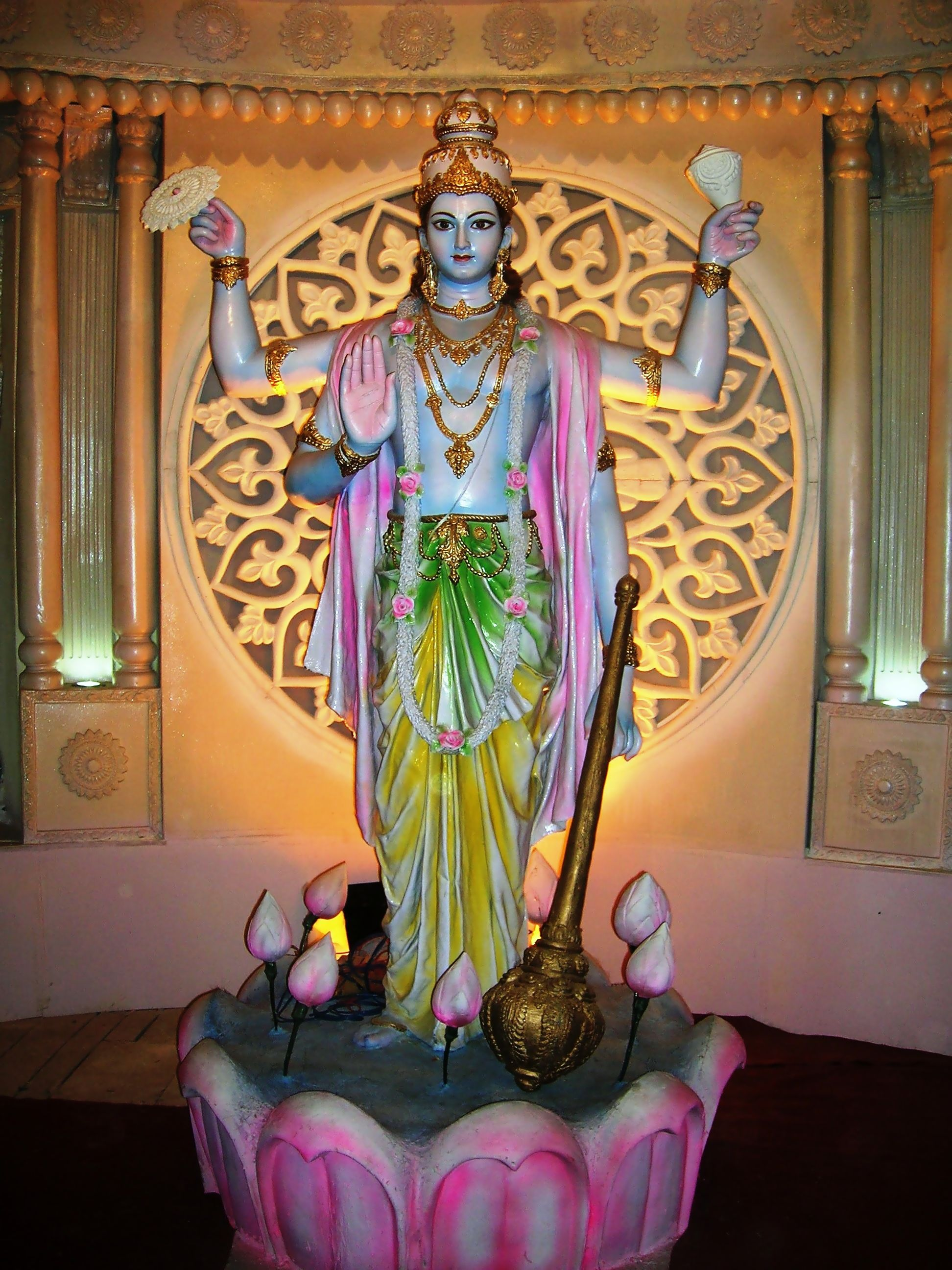
Statua di Visnù a Calcutta

Visnù (è usato anche l'adattamento parziale Visnu; devanagari: विष्णु, Viṣṇu; adattato con grafia inglese in Vishnu) è una divinità maschile vedica che, nei secoli appena precedenti la nostra era, assorbì altre figure divine come Puruṣa, Prajāpati, Nārāyaṇa e Kṛṣṇa, acquisendo, nella tradizione epica del Mahābhārata, la figura divina protettrice del mondo e del Dharma e, nella letteratura religiosa post-epica, la volontà di intervenire per proteggere i suoi devoti. Assorbendo l'antico culto di Vasudeva divenne uno dei culti principali dell'induismo conosciuto come visnuismo (o vaisnavismo, dall'aggettivo sanscrito vaiṣṇava, "devoto a Visnù").

## Origine e sviluppo del culto di Visnù nella tradizione vedica e bramanica
Visnù è un deva poco menzionato nel più antico dei Veda, il Ṛgveda, ciononostante fu considerato fin dall'inizio più importante di quanto non apparisse.
Nel Ṛgveda Visnù è il deva che compie i tre passi per delimitare l'intero universo dove si collocano tutti gli esseri:
(Ṛgveda, I,154,1-3)
Tale caratteristica risiede anche nel suo nome, Visnù, che indica la "pervasività". Il passo più alto di Visnù è nel cielo, luogo non comprensibile da ciò che è mortale. La sua natura celestiale, e quindi non mondana, è resa dal caratteristico colore della pelle azzurro intenso con cui, successivamente, questa divinità verrà raffigurata e che indica lo spazio etereo.
Nei Brāhmaṇa con Visnù si indica lo stesso sacrificio e nel Śatapatha Brāhmaṇa viene descritto il rito del viṣṇukramá ("Il passo di Visnù").
(Śatapatha Brāhmaṇa, I,9,3, 8-10)
Tre passi deve fare infatti l'adhvaryu tra lo spazio della vedi e lo āhavanīya per compiere lo yajña vedico, così come fece Visnù quando generò lo "spazio" cosmico.
Visnù è quindi localizzato nello stesso palo collocato al centro dello spazio sacrificale come asse cosmico che unisce il cielo dei Deva con la terra degli uomini consentendo loro di comunicare: i primi elargendo beatitudini, i secondi inviando doni e suppliche.

## Visnù nell'induismo

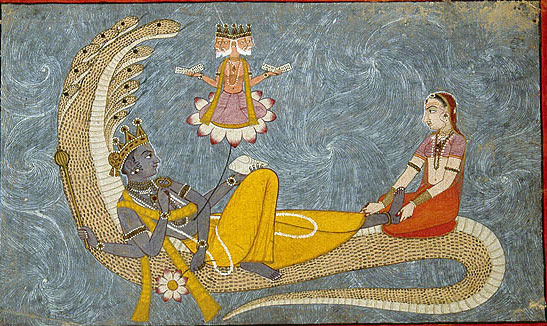
Visnù-Nārāyaṇa, sdraiato sullo Śeṣa, con Lakshmi e Brahmā (XVIII secolo). In questa raffigurazione Nārāyaṇa è presentato al momento di una nuova era: dall'ombelico sorge un loto (che simboleggia l'avvio dell'emanazione) su cui è assiso Brahmā, il dio dell'emanazione, qui presentato con la barba e quindi come Pitāma (grande padre [degli dèi]). Brahmā ha quattro volti, uno per ogni Veda da lui recitato: Est il Ṛgveda, Ovest il Sāmaveda, Nord l'Atharvaveda, Sud lo Yajurveda. Dopo l'emersione di Brahmā si desta la paredra di Nārāyaṇa, la dea Lakshmi che gli massaggia i piedi. La descrizione indù del processo di genesi dell'universo, pur avendo origini vediche, si è definita con la letteratura raccolta nella Smṛti in particolar modo in quella puraņica.

### Iconografia
Nelle rappresentazioni artistiche e devozionali dell'induismo Visnù indossa spesso una corona (kirīṭa mukuṭa, corona regale che lo individua come Cakravartin, "Signore dei mondi"); con le quattro braccia regge i suoi attributi: il disco o ruota (chakra) nel duplice significato di "ruota" solare o del carro celeste che trasporta la divinità solare e di "disco" inteso come arma da lancio (chakram) e quindi con il significato di potere e protezione, esso ha il nome di Sudarśana ("Bello da vedere"); la mazza (gadā) che ha il nome di Kaumodakī, l'arma con cui Visnù uccise il demone Gadaa, essa simboleggia anche il potere del tempo che tutto distrugge; la conchiglia (śaṅka, il tritone lucido) è anch'essa un'arma in quanto soffiandoci dentro procura un suono che atterrisce i demoni e li fa fuggire, il nome della śaṅka di Visnù è Pāñcajanya dal demone a cui la strappò Pāñcajana ("Cinque elementi"); il fiore di loto (padma) simbolo della divinità solare.

### I nomi di Visnù
Come altre divinità indù, Visnù conserva diversi altri nomi e appellativi tradizionalmente elencati nel Viṣṇusahasranāma ("I mille nomi di Visnù"), contenuto all'interno del Mahābhārata. In questo elenco Visnù è celebrato come il Dio Supremo.